# Erland Josephson
Erland Josephson (Stockholm, 15 juni 1923 – aldaar, 25 februari 2012) was een Zweeds acteur, regisseur en auteur.
Josephson kwam uit een Joodse familie. Hij begon zijn carrière als acteur in Helsingborg en Göteborg. Vanaf 1956 was hij verbonden aan de koninklijke schouwburg te Stockholm. Van 1966 tot 1975 leidde hij de schouwburg.
In 1946 maakte hij zijn filmdebuut. Onder het pseudoniem "Buntel Ericsson" schreef hij samen met Ingmar Bergman scenario's voor films. Hij werd internationaal bekend met zijn rol in de film Scènes uit een huwelijk (1973) van Bergman. In hetzelfde jaar ontving hij de Zweedse koninklijke onderscheiding Litteris et Artibus. Hij maakte zijn regiedebut in 1977 met de film En och en.
Onder regie van de Russische regisseur Andrej Tarkovski speelde hij mee in de films Nostalghia (1983) en Het offer (1986). Hij schreef bovendien het toneelstuk En natt i den svenska sommaren.

## Filmografie (selectie)
- 1958: Op de drempel van het leven van Ingmar Bergman
- 1968: Het uur van de wolf van Ingmar Bergman
- 1972: Geschreeuw en gefluister van Ingmar Bergman
- 1973: Scènes uit een huwelijk van Ingmar Bergman
- 1978: Herfstsonate van Ingmar Bergman
- 1981: Montenegro van Dušan Makavejev
- 1982: Fanny en Alexander van Ingmar Bergman
- 1983: Nostalghia van Andrej Tarkovski
- 1986: Het offer van Andrej Tarkovski
- 1986: Hanussen van István Szabó
- 1988: The Unbearable Lightness of Being van Philip Kaufman
- 1991: Prospero's Books van Peter Greenaway